# Coptomia crucigera
Coptomia crucigera är en skalbaggsart som beskrevs av Waterhouse 1879. Coptomia crucigera ingår i släktet Coptomia och familjen Cetoniidae. Inga underarter finns listade i Catalogue of Life.